# Hauser Kaibling
Hauser Kaibling est une montagne de 2 015 mètres d'altitude ainsi qu'une station de ski de taille moyenne-grosse, située près de Haus im Ennstal dans l'ouest du Land de Styrie en Autriche.
Hauser Kaibling est membre du regroupement de stations Espace Salzburg Amadé Sport World.